# Playa Grande (Venezuela)
Playa Grande es una playa de Venezuela localizada en el municipio Girardot del estado Aragua. Se encuentra ubicada el extremo norte del parque nacional Henri Pittier, vecina de la comunidad de Choroní, y es uno de los sitios turísticos más apetecidos del estado.